# River Eden (vattendrag i Storbritannien, England)
River Eden är ett vattendrag i Storbritannien.   Det ligger i riksdelen England, i den centrala delen av landet, 400 km nordväst om huvudstaden London.